# Tjeckoslovakien i olympiska sommarspelen 1976
Tjeckoslovakien deltog i de olympiska sommarspelen 1976 med en trupp bestående av 163 deltagare, 125 män och 38 kvinnor, vilka deltog i 79 tävlingar i 16 sporter. Landet slutade på sjuttonde plats i medaljligan, med två guldmedaljer och åtta medaljer totalt.

## Medaljer
| Medalj | Namn                                                          | Sport          | Gren                        |
| ------ | ------------------------------------------------------------- | -------------- | --------------------------- |
| 1      | Anton Tkáč                                                    | Cykling        | Herrarnas sprint            |
| 1      | Josef Panáček                                                 | Skytte         | Skeet                       |
| 2      | Vítězslav Mácha                                               | Brottning      | Weltervikt, grekisk-romersk |
| 2      | Jan Bártů Bohumil Starnovský Jiří Adam                        | Modern femkamp | Herrarnas lagtävling        |
| 3      | Helena Fibingerová                                            | Friidrott      | Damernas kulstötning        |
| 3      | Jan Bártů                                                     | Modern femkamp | Herrarnas individuella      |
| 3      | Jaroslav Helebrand Václav Vochoska Zdeněk Pecka Vladek Lacina | Rodd           | Herrarnas fyrsculler        |
| 3      | Oldřich Svojanovský Pavel Svojanovský Ludvík Vébr             | Rodd           | Herrarnas tvåa med styrman  |

## Basket

### Damernas turnering
- Laguppställning[2]:

Božena Miklošovičová
Dana Ptáčková
Hana Doušová
Ivana Kořinková
Lenka Nechvátalová
Ľudmila Chmelíková
Ľudmila Králiková
Marta Pechová
Martina Babková
Pavla Davidová
Vlasta Vrbková
Yvetta Polláková
- Resultat:[3]

| Lag             | S | V | O | F | GM  | IM  | MS   | P  |
| --------------- | - | - | - | - | --- | --- | ---- | -- |
| Sovjetunionen   | 5 | 5 | 0 | 0 | 504 | 346 | +158 | 10 |
| USA             | 5 | 3 | 0 | 2 | 415 | 417 | −2   | 6  |
| Bulgarien       | 5 | 3 | 0 | 2 | 365 | 377 | −12  | 6  |
| Tjeckoslovakien | 5 | 2 | 0 | 3 | 351 | 359 | −8   | 4  |
| Japan           | 5 | 2 | 0 | 3 | 405 | 400 | +5   | 4  |
| Kanada          | 5 | 0 | 0 | 5 | 336 | 477 | −141 | 0  |

### Herrarnas turnering
- Laguppställning[2]:

Gustav Hraška
Jaroslav Kantůrek
Jiří Konopásek
Jiří Pospíšil
Justin Sedlák
Kamil Brabenec
Stano Kropilák
Vladimír Padrta
Vladimír Ptáček
Vojtěch Petr
Zdeněk Douša
Zdeněk Kos
- Gruppspel:[4]

| Lag             | S | V | O | F | GM  | IM  | MS  | P  |
| --------------- | - | - | - | - | --- | --- | --- | -- |
| Jugoslavien     | 5 | 5 | 0 | 0 | 396 | 349 | +47 | 10 |
| USA             | 5 | 4 | 0 | 1 | 366 | 343 | +23 | 8  |
| Italien         | 5 | 3 | 0 | 2 | 349 | 344 | +5  | 6  |
| Tjeckoslovakien | 5 | 2 | 0 | 3 | 418 | 406 | +12 | 4  |
| Puerto Rico     | 5 | 1 | 0 | 4 | 323 | 363 | −40 | 2  |
| Egypten         | 5 | 0 | 0 | 5 | 64  | 111 | −47 | 0  |

- Semifinalspel (5-8:e plats):[5]

|  | 25 juli | Tjeckoslovakien | 91 – 76 | Kuba |  |  |
|  |         |                 |         |      |  |  |
|  |         |                 |         |      |  |  |
|  |         |                 |         |      |  |  |

- Match om femte plats:[6]

|  | 27 juli | Italien | 98 – 75   | Tjeckoslovakien | Montreal Forum |  |
|  |         |         | (46 – 46) |                 |                |  |
|  |         |         |           |                 |                |  |
|  |         |         |           |                 |                |  |

## Cykling
Herrarnas linjelopp
- Vlastimil Moravec — 4:49:01 (→ 13:e plats)
- Petr Bucháček — 4:54:26 (→ 41:a plats)
- Petr Matoušek — fullföljde inte (→ ingen placering)
- Vladimír Vondráček — fullföljde inte (→ ingen placering)

Herrarnas lagtempo
- Petr Bucháček
- Petr Matoušek
- Milan Puzrla
- Vladimír Vondráček

Herrarnas sprint
- Anton Tkáč —  Guld

Herrarnas tempolopp
- Miroslav Vymazal — 1:08,173 (→ 9:e plats)

Herrarnas förföljelse
- Michal Klasa — 8th place

## Friidrott
Herrarnas diskuskastning
- Ludvík Daněk
  - Kval — 60,44m
  - Final — 61,28m (→ 9:e plats)
- Josef Šilhavý
  - Kval — 60,82m
  - Final — 58,42m (→ 13:e plats)

Damernas kulstötning
- Helena Fibingerová
  - Final — 20,76 m (→  Brons)

## Fäktning
Herrarnas florett
- František Koukal
- Jaroslav Jurka

Herrarnas värja
- Jaroslav Jurka

Damernas florett
- Katarína Lokšová-Ráczová

## Handboll
Herrar
| Nr | Lag             | S | V | O | F | GM | IM  | MS  | P  |
| -- | --------------- | - | - | - | - | -- | --- | --- | -- |
| 1  | Rumänien        | 4 | 3 | 1 | 0 | 91 | 71  | +20 | 10 |
| 2  | Polen           | 4 | 3 | 0 | 1 | 80 | 71  | +9  | 9  |
| 3  | Ungern          | 4 | 2 | 0 | 2 | 92 | 82  | +10 | 6  |
| 4  | Tjeckoslovakien | 4 | 1 | 1 | 2 | 85 | 82  | +3  | 4  |
| 5  | USA             | 4 | 0 | 0 | 4 | 80 | 122 | −42 | 0  |

| Hemma \ Borta   | Rumänien | Polen | Ungern | Tjeckoslovakien | USA   |
| Rumänien        | —        | 17-15 | 23-18  | 19-19           | 32-19 |
| Polen           | 15-17    | —     | 18-16  | 21-18           | 26-20 |
| Ungern          | 18-23    | 16-18 | —      | 22-20           | 36-21 |
| Tjeckoslovakien | 19-19    | 18-21 | 20-22  | —               | 28-20 |
| USA             | 19-32    | 20-26 | 21-36  | 20-28           | —     |

## Modern femkamp
Individuellt
- Jan Bártů
- Bohumil Starnovský
- Jiří Adam

Lagtävling
- Jan Bártů
- Bohumil Starnovský
- Jiří Adam